# 世紀交鋒
《世紀交鋒》（英語：Righteous Kill）是一部2008年的美國犯罪驚悚電影，導演是瓊·艾弗納，而主演是阿爾·柏仙奴和羅拔·迪尼路。這是迪尼路和柏仙奴一起出現在同一個場景的第二部電影（第一部是《烈火悍將》，而迪尼路和柏仙奴主演的《教父續集》並沒有出現在任何相同的場景）。《世紀交鋒》還有約翰·李古查摩、卡拉·古奇諾、唐尼·華伯格、布萊恩·丹內利和柯蒂斯·傑克遜主演。本片於2008年9月12日在美國上映。

## 劇情
兩位約紐警察在正式退休前接手數起連續兇殺案，受害者都遭到殘酷謀殺，並且在屍體上留下一首詩的印記。

## 演員
- 阿爾·柏仙奴 飾演 警探David Fisk/"Rooster"/The "Poetry Boy" Killer
- 羅拔·迪尼路 飾演 警探Tom Cowan/"Turk"
- 約翰·李古查摩 飾演 警探Simon Perez
- 唐尼·華伯格 飾演 警探Theodore Riley
- 柯蒂斯·傑克遜 飾演 Marcus Smith/"Spider"
- 卡拉·古奇諾 飾演 警探Karen Corelli
- 布萊恩·丹內利 飾演 Lieutenant Hingis
- 法蘭克·約翰·休斯（英语：Frank John Hughes） 飾演 Charles Randall
- 翠兒碧·格拉佛（英语：Trilby Glover） 飾演 Jessica
- 奧列·塔克泰拉夫（英语：Oleg Taktarov） 飾演 Yevgeny Mugalat
- Ara Gelici 飾演 Frank Aglieri
- Rob Dyrdek（英语：Rob Dyrdek） 飾演 Robert Brady/"Rambo"
- 阿德里安·馬丁尼茲（英语：Adrian Martinez (actor)） 飾演 Glenn

## 外部連結
- 官方网站
- 互联网电影数据库（IMDb）上《Righteous Kill》的资料（英文）
- AllMovie上《Righteous Kill》的资料（英文）
- Box Office Mojo上《Righteous Kill》的資料（英文）
- 爛番茄上《Righteous Kill》的資料（英文）